# 上海寰視文化傳播
上海寰視文化傳播有限公司，該公司為上海勝強影視基地與臺灣八大電視以及韓國SBS電視台在上海共同合資成立。

## 沿革
- 2006年6月29日，上海勝強影視基地有限公司與臺灣八大電視股份有限公司以及韓國SBS影視製作有限公司簽約，在上海共同合資成立「上海寰視文化傳播有限公司」，主要業務為在大陸發行八大電視製作的臺灣電視劇及SBS製作的韓國電視劇，並共同投資製作發行國產劇、合拍劇。
- 2007年3月23日，上海寰視文化傳播有限公司北京分公司正式成立運營，八大電視董事長楊登魁、SBS社長及勝強董事長范雷震共同參加了揭幕式。此一盛事宣告著三方正式攜手開發大陸市場，自此勝強攜手八大、SBS三方公司正式形成緊密的合作關係，開始在大陸的廣闊市場共謀發展大計。

## 發行作品
- 《格格的女兒》：陳婷、魯昕、恬妞、李立群、午馬。
- 《烽火孤兒》：陳莎莉、趙貞恩、施羽、午馬、艾偉、張韶涵。
- 《媽媽無罪》：張玉嬿、陳莎莉、施羽、魯昕、田家達、黃少祺。

## 外部連結
- 上海勝強影視基地有限公司
- 八大電視股份有限公司（页面存档备份，存于）
- SBS股份有限公司（页面存档备份，存于）